# Vuelo 1912 de Aeroflot
El vuelo 1912 de Aeroflot fue un vuelo de pasajeros nacional programado de Aeroflot con varias escalas en la ruta Odesa-Kiev-Cheliábinsk-Novosibirsk-Irkutsk-Jabárovsk-Vladivostok que se estrelló el 25 de julio de 1971, haciendo un aterrizaje forzoso en el aeropuerto de Irkutsk. Aterrizó 150 metros (490 pies) antes de la pista, rompió el ala izquierda y se incendió. De las 126 personas a bordo del avión, 29 sobrevivieron.

## Aeronave
La aeronave involucrada en el accidente era un Tupolev Tu-104B, registrado СССР-42405 en la Dirección de Aviación Civil de Siberia Occidental, una división de Aeroflot. En el momento del accidente la aeronave llevaba acumuladas 19.489 horas de vuelo y 9.929 ciclos de presurización.

## Accidente
La parte de la ruta Odesa-Kiev-Cheliábinsk-Novosibirsk fue realizada por un avión diferente, un Tu-104B registrado СССР-42402; así como una tripulación diferente. En la escala en Novosibirsk en el aeropuerto de Tolmachevo, una nueva tripulación y aeronave tomaron la ruta. A las 04:34 hora local (01:34 hora de Moscú) el avión partió de Novosibirsk hacia Irkutsk. Después del despegue, el vuelo mantuvo una altitud de 10.000 metros (33.000 pies).
En Irkutsk, el cielo estaba completamente cubierto de nubes estratos con un techo de 150 metros (490 pies), había vientos suaves del noreste y la visibilidad era de 1.500 metros (4.900 pies). La tripulación recibió instrucciones de proceder en la aproximación final con un rumbo de 116°. A las 08:10 hora local (03:10 hora de Moscú) el controlador aéreo autorizó al vuelo 1912 a iniciar el descenso. A las 08:29:35 la tripulación recibió instrucciones de aterrizaje y permiso para descender a una altitud de 400 metros (1300 pies). La tripulación de vuelo respondió que escucharon la información y que comenzarían la aproximación con el ILS. En respuesta, el controlador de tránsito aéreo informó las condiciones climáticas al vuelo. A las 08:31:52 el vuelo se aproximaba a 17 kilómetros (11 mi; 9,2 nmi) de la pista. Al principio, la aeronave se mantuvo en la trayectoria correcta; pero cuando la aeronave estaba a ocho kilómetros (5,0 mi; 4,3 nmi) de la pista, el controlador de tránsito aéreo advirtió al vuelo que se estaba desviando hacia la izquierda. A las 08:33:45 hora local, cuando el vuelo estaba a solo siete kilómetros (4,3 mi; 3,8 nmi) de la pista, el controlador de tráfico aéreo advirtió que estaban a punto de perder la senda de planeo. En respuesta, la tripulación de vuelo notificó al controlador que se había soltado el tren de aterrizaje y que estaban listos para aterrizar.
A las 08:33:58 recibió permiso para aterrizar; la tripulación confirmó que recibieron la información. A las 08:34:18 la tripulación informó que se encontraban cerca de la baliza no direccional. El controlador volvió a advertir al vuelo de la ligera desviación hacia la izquierda. La velocidad de aproximación por instrumentos recomendada para el Tu-104 es de 300 km/h (160 nudos; 190 mph), pero es muy probable que los instrumentos de la aeronave sobreestimaran la velocidad, lo que provocó que la tripulación mal informada intentara reducir la velocidad. En realidad, la velocidad de la aeronave era de alrededor de 270 a 275 km/h (146 a 148 nudos; 168 a 171 mph), lo que provocó un margen izquierdo y una desviación lateral de 30 metros (98 pies). A las 08:34:47 la aeronave pasó la baliza no direccional a una altitud de 85 metros (279 ft).
Debido a que volaba a 25–30 km/h (13–16 nudos; 16–19 mph) menos de la velocidad recomendada, la aeronave alcanzó un ángulo de ataque crítico. A las 08:35:00 con una velocidad vertical de aproximadamente 8 a 10 m/s (26 a 33 pies/s), el Tu-104 golpeó el tren de aterrizaje derecho en la pista a 154 metros (505 pies) de la base de la pista; milisegundos después, el tren de aterrizaje izquierdo, luego el tren delantero, se atascaron en la pista. Poco después, el ala izquierda del avión se rompió y se encendió el combustible que se escapaba de los tanques izquierdos rotos. El avión patinó en la pista y el fuselaje se rompió en pedazos. Los restos del avión estaban esparcidos sobre un área de 500 metros (1.600 pies; 550 yardas). 97 personas fallecieron en el accidente; el capitán, el copiloto, el ingeniero de vuelo, una azafata, así como 73 pasajeros adultos y 20 niños. 36 de las muertes fueron por envenenamiento con monóxido de carbono.

## Causas
El vuelo iba a una velocidad de aproximación muy por debajo de los parámetros recomendados. Lo más probable es que los instrumentos dieron lecturas inexactas, lo que provocó que la tripulación redujera la velocidad antes de tocar la pista y provocar un aterrizaje forzoso. El examen de los indicadores de velocidad aerodinámica mostró que los indicadores en sí eran funcionales, pero las pruebas de vuelo mostraron que los cambios en la presión de la cabina afectaron la presión en la tubería de presión total del indicador de velocidad utilizado por el copiloto y el navegador; lo que resulta en una exageración de la velocidad que va de 17 a 80 km/h (9,2 a 43,2 nudos; 11 a 50 mph). Mientras simulaba el vuelo para determinar la causa de las indicaciones erróneas, la despresurización ocurrió aproximadamente tres minutos después de apagar la presurización de la cabina. Se suponía que la probabilidad de que tales eventos ocurrieran durante el descenso era del 0,000001%.
La investigación citó las tres causas principales del accidente de la siguiente manera:

- La falta de lectura objetiva de la velocidad aérea disponible para la tripulación en la aproximación debido a errores mecánicos al despresurizar la cabina al alcanzar una altitud baja.

- Volar a una velocidad demasiado lenta a una velocidad de ascenso peligrosa, 25 a 35 km / h (13 a 19 nudos; 16 a 22 mph) por debajo de los parámetros recomendados, lo que, con una velocidad de avance insuficiente, condujo a la imposibilidad de realizar un normal nivelación y golpe brusco en la superficie de la pista, superando la carga de diseño y destruyendo la aeronave.

- Las acciones erróneas de la tripulación fueron volar a una velocidad demasiado lenta mientras aterrizaban en condiciones difíciles sin suficiente tiempo o altitud para resolver el problema.